# إسماعيل بينيجاس
إسماعيل بينيجاس (بالإسبانية: Ismael Benegas)‏ (1 أغسطس 1987 بأسونسيون في باراغواي - ) هو مدرب كرة قدم ولاعب كرة قدم باراغواياني في مركز الدفاع. شارك مع منتخب باراغواي لكرة القدم. أما مع النوادي، فقد لعب مع نادي أتليتيكو كولون ونادي ليبرتاد وناسيونال مونتيفيديو وروبيو نيو ‏.

## وصلات خارجية
- إسماعيل بينيجاس على موقع إي إس بي إن إف سي (الإنجليزية)
- إسماعيل بينيجاس على موقع قاعدة بيانات كرة القدم.إي يو (الإنجليزية)
- إسماعيل بينيجاس على موقع ناشيونال فوتبول تيمز (الإنجليزية)
- إسماعيل بينيجاس على موقع Soccerway.com (الإنجليزية)
- إسماعيل بينيجاس على موقع AS.com (الإسبانية)